# کنت گریسن

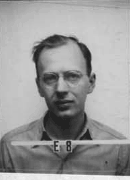
کنت گریسن در سال ۲۰۱۲

کنت گریسن (انگلیسی: Kenneth Greisen؛ زاده ۲۴ ژانویه ۱۹۱۸ - درگذشته ۱۷ مارس ۲۰۰۷) یک فیزیک‌دان اهل ایالات متحده آمریکا بود.